# ジオキシベンゾン
ジオキシベンゾン（Dioxybenzone）とは、芳香環を有する有機化合物の一種であり、(2-ヒドロキシ-4-メトキシフェニル)-2-ヒドロキシフェニルメタノンのことである。

## 性質

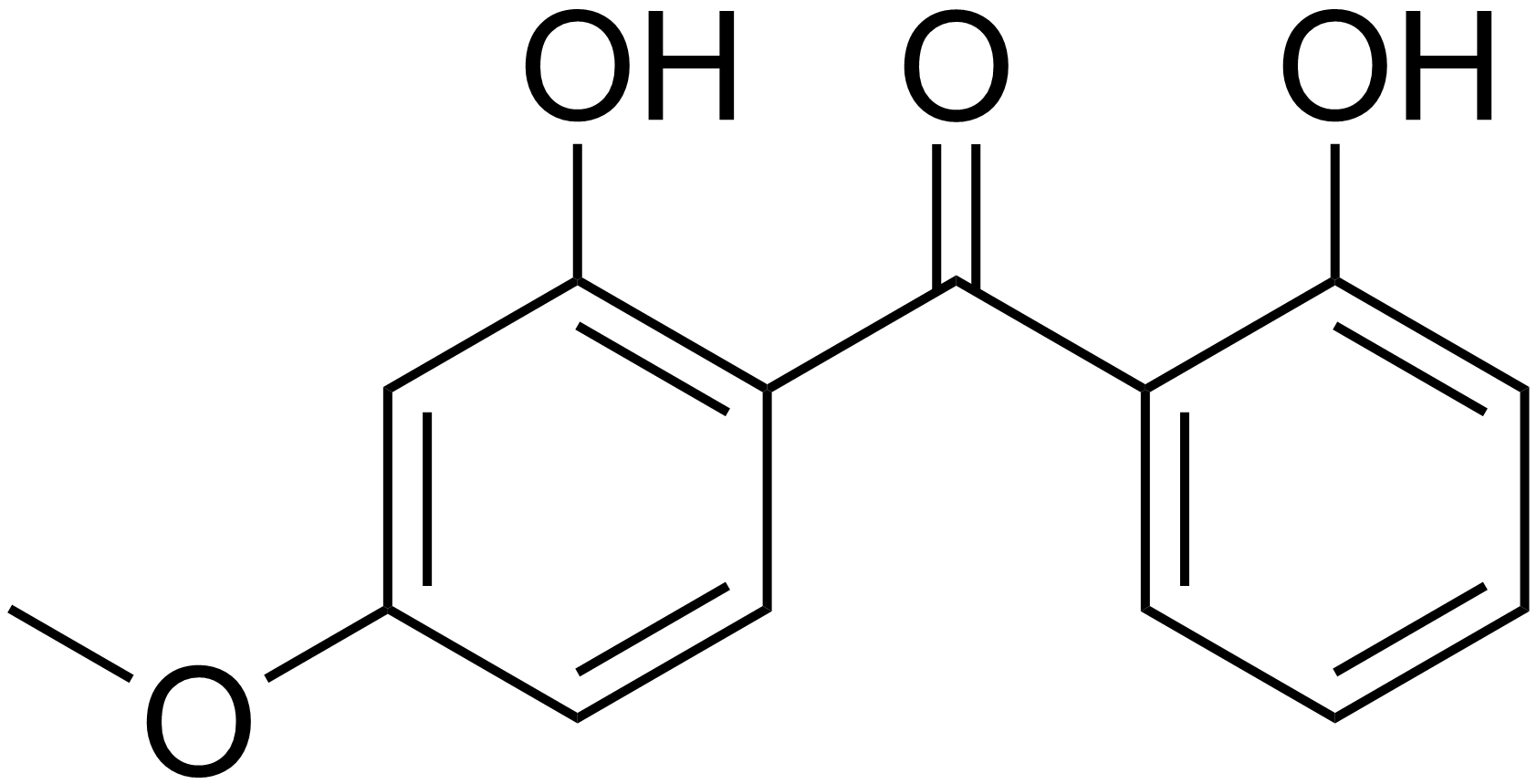
ジオキシベンゾンの線角構造式。

ジオキシベンゾンの分子式はC14H12O4、分子量は244.2427である

。
常温常圧では黄色味を帯びた固体であり、融点は68 ℃～71 ℃である

。
ケトンの一種であるベンゾフェノンの誘導体であり、ジオキシベンゾンはベンゾフェノンにフェノール性水酸基が2つ、メトキシ基が1つ加わった構造をしている。ジオキシベンゾンは紫外線を吸収する性質を持っており、UVB（波長280 nmから315 nm）と、UVA（波長315 nm以上の紫外線）の中でも比較的短波長側の紫外線を吸収する物質として、サンスクリーン剤に配合されることがある

。
なお、ジオキシベンゾンは水には溶けにくいものの、エタノールやイソプロピルアルコールには可溶である。